# Incala maculipennis
Incala maculipennis är en skalbaggsart som beskrevs av Moser 1916. Incala maculipennis ingår i släktet Incala och familjen Cetoniidae. Inga underarter finns listade i Catalogue of Life.